# کژلوو (استان اشوی‌داشکسیه)
کژلوو (به لهستانی: Krzelów) یک منطقهٔ مسکونی در لهستان است که در گمینا سنجشوو واقع شده‌است.